# Ignacio Ducasi y Ojeda
Ignacio Ducasi (y) Ojeda (Barcelona, 15 de enero de 1775-Madrid, 1 de abril de 1824) fue un organista, maestro de capilla y compositor español.

## Vida
Nada se sabe de su juventud ni de su formación musical, sin duda en su ciudad natal de Barcelona o en Vic, ciudad natal de su madre. Es posible que empezase su actividad musical en la parroquia de Sant Cugat del Rech, para la que compuso el oratorio La divina pastora.
En 1805 fue nombrado maestro de capilla del Real Monasterio de la Encarnación de Madrid para sustituir a Manuel Corao, que había sido promovido a una canonjía de la Catedral de Tarazona, en la provincia de Zaragoza. Durante la Guerra de la Independencia, cuando la capilla de música del Monasterio de la Encarnación fue suprimida, perdió su cargo.
En 1815 se planteó presentarse a la oposición del magisterio de la capilla de la Catedral de Oviedo, pero finalmente desistió de su propósito. 
Cuatro años más tarde, el 9 de mayo de 1819, fue elegido organista supernumerario de la Real Capilla con motivo del fallecimiento de Jacinto Codina. Pero en 1823, al terminar el Trienio Liberal, fue expulsado de la Real Capilla por sus ideas liberales. Su hermano, Manuel Ducasi Ojeda fue sacerdote de altar, en 1804, y bajo, en 1807, de la referida Real Capilla. También fue expulsado por Fernando VII por los mismos motivos en 1823.

## Obra
Su estilo era el moderno para la época, habiendo escrito para voces e instrumentos obras de mucha estima, como fueron misas, motetes y otras. Escribió asimismo en el género antiguo para voces solas, que fueron la mayoría.

Misas
- Missa Laudate Dominum, a 8 voces y órgano;
- Missa Ut queant laxis, a 8 voces y orquesta;
- Oficio y misa de difuntos, a 8 voces y orquesta.

Lamentaciones
- Lamentación de Jueves Santo, orquesta;
- Lamentación de Miércoles Santo, orquesta;
- Lamentación de Miércoles Santo, orquesta;
- Lamentación de Jueves Santo, orquesta;
- Lamentación de Jueves Santo, orquesta;
- Lamentación de Jueves Santo, orquesta;

Otros
- La divina pastora, drama alegórico músico para ser cantado en la parroquia iglesia de San Cucufate del Rech (Barcelona, Imp. Antonio Sastres);
- Letanía a la Santísima Virgen, a 8 voces y orquesta.